# Hurry Up Tomorrow (film)
Cet article concerne le film. Pour l'album, voir Hurry Up Tomorrow.
Pour plus de détails, voir Fiche technique et Distribution.
Hurry Up Tomorrow est un film canadien réalisé par Trey Edward Shults et sorti en 2025. Le film est directement lié à l'album studio du même nom de The Weeknd. Il met en vedette le chanteur canadien aux côtés de Jenna Ortega, Barry Keoghan et Gabby Barrett.

## Synopsis
Un musicien en proie à l'insomnie se retrouve entraîné dans une odyssée avec un inconnu qui commence à démêler son existence.

## Fiche technique
- Titre international : Hurry Up Tomorrow
- Réalisation et montage : Trey Edward Shults
- Scénario : Trey Edward Shults, Abel Tesfaye et Reza Fahim, d'après l'album Hurry Up Tomorrow de The Weeknd
- Musique : The Weeknd et Daniel Lopatin
- Photographie : Chayse Irvin
- Production  : Abel Tesfaye, Reza Fahim, Kevin Turen et Harrison Kreiss
- Budget : 20 millions de $[2],[3]
- Sociétés de production : Live Nation Productions et Manic Phase
- Sociétés de distribution : Lionsgate, Metropolitan Filmexport (France)
- Langue originale : anglais
- Format : couleur
- Genre : thriller psychologique
- Durée : 116 minutes
- Classification : interdit aux moins de 12 ans[4]
- Dates de sortie : 
  -  États-Unis,  France : : 16 mai 2025

## Distribution
- Abel Tesfaye (VF : Diouc Koma) : lui-même
  - Ivan Troy : jeune Abel
- Jenna Ortega (VF : Emmylou Homs) : Anima
- Barry Keoghan (VF : Aurélien Raynal) : Lee
- Riley Keough (VF : Sarah Barzyk) : la fille de la messagerie vocale / la mère d'Anima
- Gabby Barrett : Isabella
- Charli D'Amelio : une danseuse
- Paul L. Davis : Lavi
- Cade Foehner : Benjamin
- Josh Stone : un fan
- David Moskowitz : un fan
- Payton Brianne : un fan

## Production
Hurry Up Tomorrow est un film réalisé et monté par Trey Edward Shults. Le scénario est coécrit par Shults, Abel "The Weeknd" Tesfaye et Reza Fahim, s'inspirant du sixième album studio éponyme de Tesfaye. La production est assurée par Tesfaye et Fahim via leur société de production, Manic Phase, en collaboration avec Kevin Turen et Harrison Kreiss. Shults, Jenna Ortega, Michael Rapino, Ryan Kroft, Wassim "Sal" Slaiby et Harrison Huffman occupent le rôle de producteurs exécutifs. La direction de la photographie est confiée à Chayse Irvin, tandis que la musique originale est composée par Daniel Lopatin en collaboration avec Tesfaye. Ce projet fut l'une des dernières collaborations de Kevin Turen avant son décès en novembre 2023,.
Hurry Up Tomorrow signe les débuts d'Abel Tesfaye au cinéma, après avoir co-écrit, produit et joué dans la série télévisée The Idol en 2023. Il vient marquer un tournant dans la carrière de The Weeknd, quelques mois après avoir annoncé la fin de sa carrière telle qu'on la connaît.

## Musique
La bande originale du film est composée par Daniel Lopatin et The Weeknd, elle est étroitement liée à l'album éponyme du second.

## Sortie et accueil
Le film sortira en salle aux États-Unis et en France le 16 mai 2025. Il sera distribué par Lionsgate à la suite de leur acquisition des droits de distribution de Hurry Up Tomorrow en novembre 2024.
La bande-annonce du film est dévoilée sur la page Instagram et Youtube de The Weeknd le 4 février 2025, cinq jours après la sortie de l'album Hurry Up Tomorrow.